# Castellar Guidobono
Castellar Guidobono (piemontesisch ël Castlà Guidbòu) ist eine Gemeinde mit 407 (Stand 31. Dezember 2023) Einwohnern in der italienischen Provinz Alessandria (AL), Region Piemont.

## Lage und Einwohner
Der Ort liegt auf einer Höhe von 144 m über dem Meeresspiegel. Das Gemeindegebiet umfasst eine Fläche von 2,47 km².
Die Nachbargemeinden sind Casalnoceto, Viguzzolo und Volpeglino.

## Geschichte

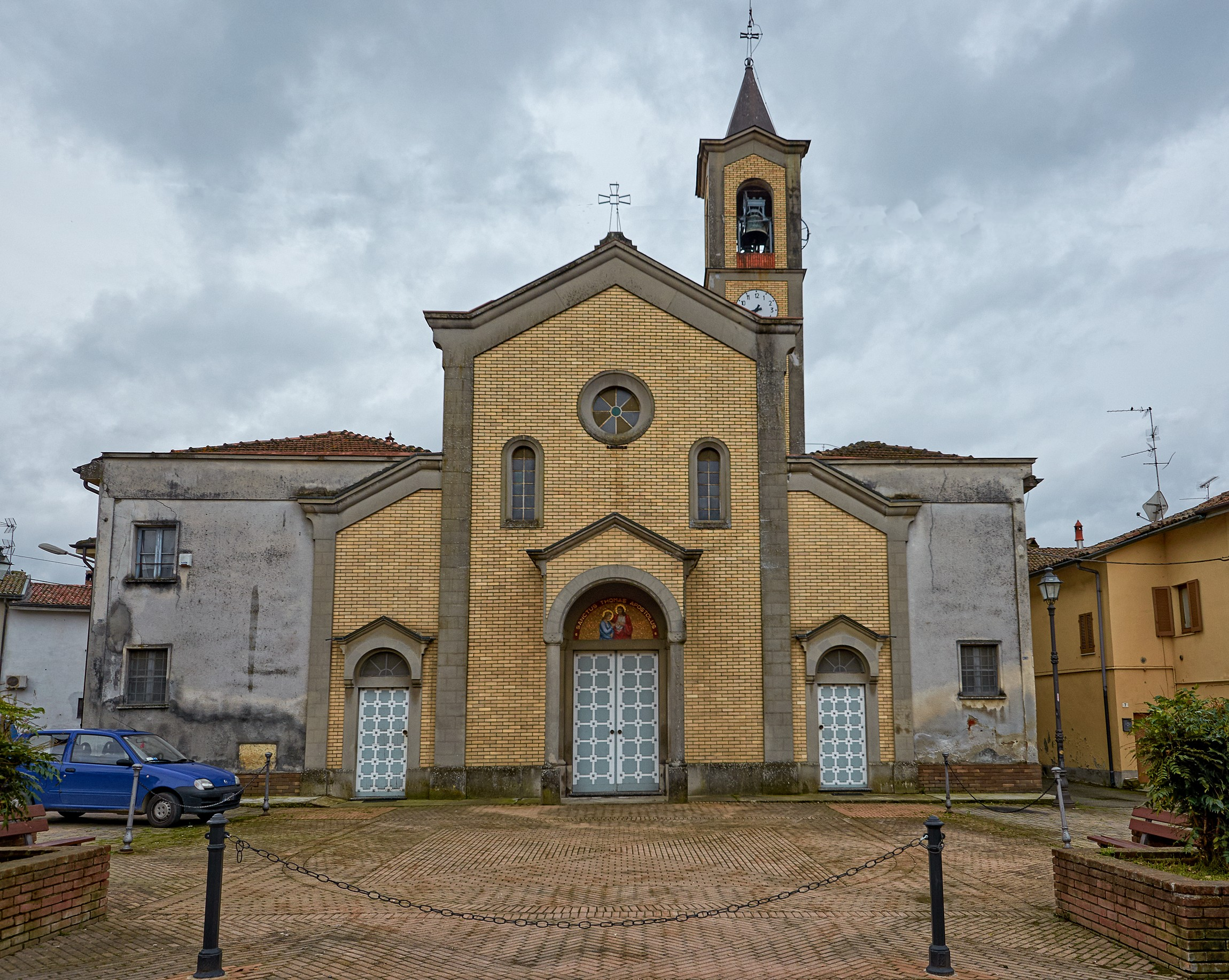
Kirche San Tommaso Apostolo

Die Ursprünge des Ortsnamens liegen im Mittelalter und werden im Einzelnen durch Castellarium, Castellerio und Castelera belegt. Der Zusatz leitet sich von der noch existierenden Familie Guidobono oder Guidoboni ab.
Seine Geschichte, die eng mit der des nahegelegenen Tortona verbunden ist, ist seit langem von Ereignissen im Zusammenhang mit einem wichtigen Bewässerungsprojekt geprägt, dem Bealera-Kanal. Dieser noch heute bestehende Bau wurde im 11. Jahrhundert von der freien Gemeinde Tortona erbaut und war Gegenstand von Streitigkeiten im Zusammenhang mit seiner Nutzung, die etwa vier Jahrhunderte andauerten. Tatsächlich führten die Nachbargemeinden zusammen mit den Grafen Montebruno und Groppello einen harten Krieg gegeneinander.

## Sehenswürdigkeiten
Die einzigen monumentale und künstlerischen Wahrzeichen sind die im 18. Jahrhundert erbaute Pfarrkirche San Tommaso Apostolo und die sogenannte „Villa“, ein Gebäude im neugotischen Stil, umgeben von einem Park und ausgestattet mit zwei massiven Türmen, das heute in einen Nachtclub umgewandelt wurde. Es war der Adelssitz der Grafen von Montebruno, danach von Thellung de Courtelary.
Zwischen 1889 und 1934 hatte Castellar Guidobono eine Haltestelle an der Straßenbahnlinie Tortona-Monleale, die eine Gesamtlänge von 10,345 km hatte.